# As It Is
Gli As It Is (spesso resi graficamente come ΛS IT IS o Λ\\) sono un gruppo musicale anglo-americano formatosi a Brighton nel 2012. Dal 2 ottobre 2014 sono sotto contratto con la Fearless Records, con la quale hanno pubblicato quattro album.

## Stile musicale e influenze
Gli As It Is sono stati descritti come una band pop punk dal suono "melodico, serio, ispirato all'emo", comparato con i primi materiali dei Taking Back Sunday e dei The Starting Line. L'album di esordio Never Happy, Ever After è stato descritto come emo e pop punk. I The Wonder Years sono stati citati come una grossa influenza, insieme a New Found Glory, Four Year Strong e "le band emo della Drive-Thru dei primi anni 2000".

## Formazione

### Formazione attuale
- Patty Walters – voce (2012–presente), chitarra acustica (2012–2020), chitarra ritmica (2019–2020), batteria, percussioni (2020–2024), basso (2022–2024)
- Benjamin Langford-Biss – chitarra ritmica, voce secondaria (2012–2019; 2024-presente)
- Patrick Foley – batteria, percussioni (2012–2020; 2024-presente)
- Alistair Testo – basso, cori (2014–2022; 2024-presente)

### Ex componenti
- James Fox – basso, cori (2012–2013)
- Andy Westhead – chitarra solista, cori (2012–2017)
- Ronnie Ish – chitarra solista, cori (2018–2024), chitarra ritmica (2020–2024)

### Turnisti
- Maxx Danziger – batteria (2021)
- Ross Brown – batteria (2022)

## Discografia

### Album in studio
- 2015 – Never Happy, Ever After
- 2017 – okay.
- 2018 – The Great Depression
- 2022 – I Went to Hell and Back

### Raccolte
- 2024 – A Decade Uneventful: B-Sides & Rarities (2012-2022)

### Extended play
- 2012 – Two Track
- 2013 – Blenheim Place
- 2013 – Blenheim Place Acoustic
- 2014 – This Mind of Mine
- 2019 – Denial: Reimagined
- 2019 – Anger: Reimagined
- 2019 – Bargaining: Reimagined

### Singoli
- 2015 – Dial Tones
- 2015 – Cheap Shots & Setbacks
- 2015 – Concrete
- 2016 – Okay
- 2016 – Pretty Little Distance
- 2016 – No Way Out
- 2018 – The Wounded World
- 2018 – The Stigma (Boys Don't Cry)
- 2018 – The Reaper
- 2020 – Soap 2020
- 2021 – IDGAF
- 2021 – I LIE TO ME
- 2021 – ILY, HOW ARE YOU?
- 2021 – IDC, I CAN'T TAKE IT
- 2021 – I MISS 2003
- 2021 – IN THREES (feat. Set It Off e JordyPurp)

### Apparizioni in compilation
- 2018 – 2018 Warped Tour Compilation, con Austen
- 2018 – Songs That Saved My Life, con Such Great Heights (cover dei The Postal Service)
- 2019 – Punk Goes Acoustic 3, con Okay